# Tsingymantis antitra
Tsingymantis là một chi động vật lưỡng cư trong họ Mantellidae, thuộc bộ Anura. Chi này có 1 loài Tsingymantis antitra và 100% bị đe dọa hoặc tuyệt chủng.